# 레닌 (효소)
레닌(Renin)은 신체의 레닌 앤지오텐신계(RAAS)에 관여하는, 신장에서 분비되는 단백질이자 효소이다.